# 라투셰자유꼬리박쥐
라투셰자유꼬리박쥐(Tadarida latouchei)는 큰귀박쥐과에 속하는 박쥐의 일종이다. 중국과 일본, 태국에서 발견된다.

## 특징
보통 크기의 박쥐로 몸길이는 67~72mm, 전완장은 53~57mm, 꼬리 길이는 41~46mm이다. 발 길이는 12~13mm, 귀 길이는 22~25mm, 몸무게는 최대 26g이다.

## 생태
동굴 안에서 무리를 크게 지어 생활한다. 먹이는 곤충이다.

## 분포 및 서식지
중국 북부 지역의 허베이성과 베이징, 내몽골자치구, 랴오닝성, 산둥성, 라오스 북부와 중부 지역, 태국 중부와 북부 국경 지대에 분포한다. 류큐 열도의 아마미오섬과 구치노에라부섬, 요론섬에서 일부 표본이 채집되기도 한다. 해발 1,500m 이하의 건조한 상록수림에서 서식한다.